# Hersin-Coupigny
Hersin-Coupigny ist eine französische Kleinstadt mit 6098 Einwohnern (Stand: 1. Januar 2022) im Département Pas-de-Calais in der Region Hauts-de-France. Sie gehört zum Arrondissement Béthune, zum Gemeindeverband Béthune-Bruay, Artois-Lys Romane und zum Kanton Nœux-les-Mines.

## Geographie
Die ehemalige Bergbaustadt Hersin-Coupigny liegt im sehr dicht besiedelten Nordfranzösischen Kohlerevier, elf Kilometer südlich von Béthune und 15 Kilometer westlich von Lens. Nachbargemeinden von Hersin-Coupigny sind Nœux-les-Mines im Norden, Sains-en-Gohelle im Osten, Bouvigny-Boyeffles im Südosten, Servins im Süden, Fresnicourt-le-Dolmen im Südwesten sowie Barlin im Westen. Im Stadtgebiet erinnern zahlreiche Relikte (Bergarbeitersiedlungen, ehemalige Schachtanlagen und Abraumhalden) an die lange Steinkohlebergbau-Tradition.

## Geschichte
1537 wurde der Ort durch eine Feuersbrunst zerstört.

### Bevölkerungsentwicklung
| Jahr                       | 1962 | 1968 | 1975 | 1982 | 1990 | 1999 | 2006 | 2016 | 2022 |
| -------------------------- | ---- | ---- | ---- | ---- | ---- | ---- | ---- | ---- | ---- |
| Einwohner                  | 8688 | 7980 | 7500 | 7015 | 6679 | 6498 | 6265 | 6236 | 6098 |
| Quellen: Cassini und INSEE |      |      |      |      |      |      |      |      |      |

## Sehenswürdigkeiten
- Kirche Saint-Martin, wiederaufgebaut 1772 mit Teilen der früheren Kirche aus dem 16. Jahrhundert
- Château Le Vicq aus dem 18. Jahrhundert, um 1900 restauriert
- Ruinen der alten Windmühle
- Friedhof der Commonwealth War Graves Commission
- zwei Wassertürme

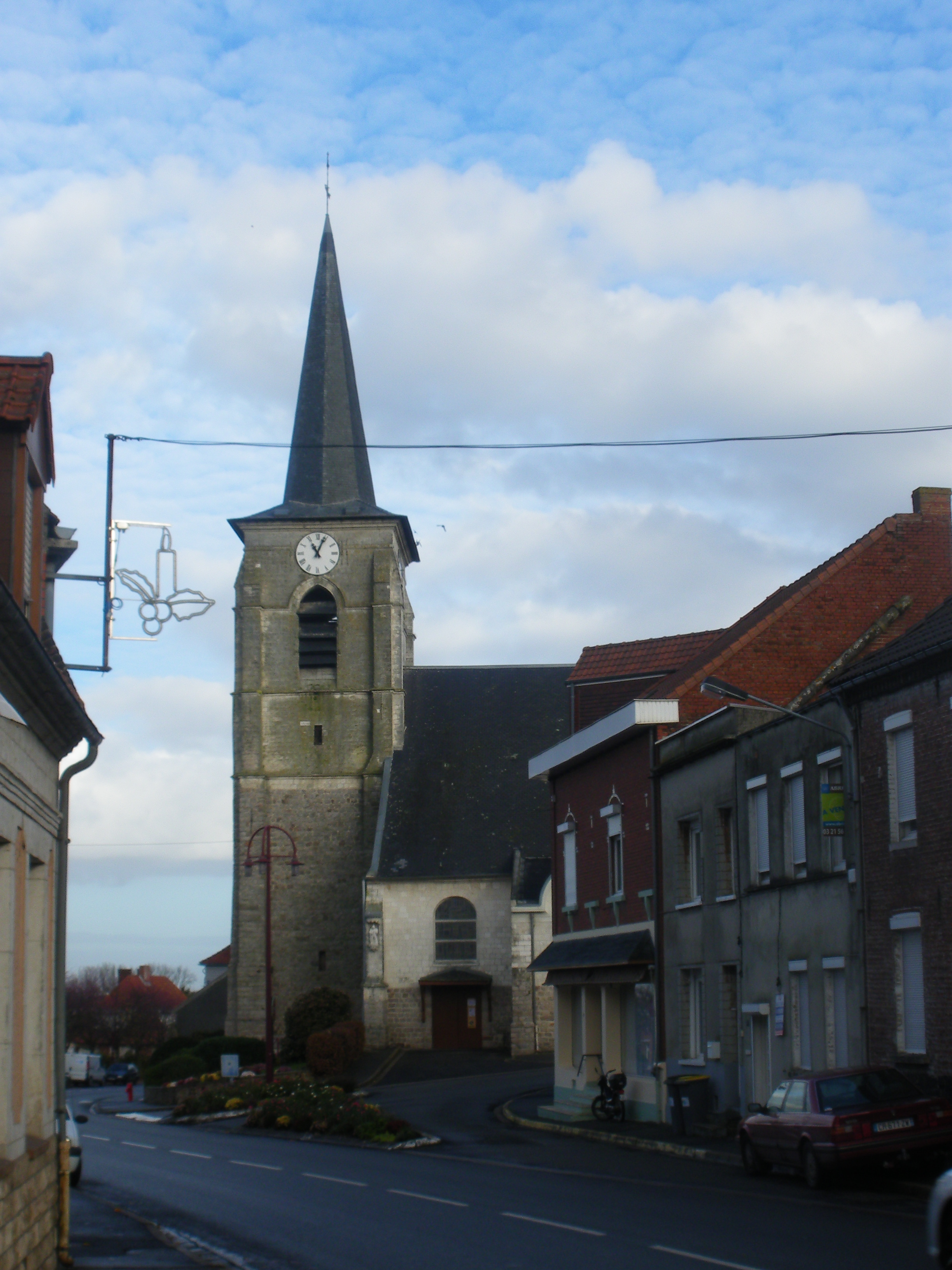
Kirche Saint-Martin
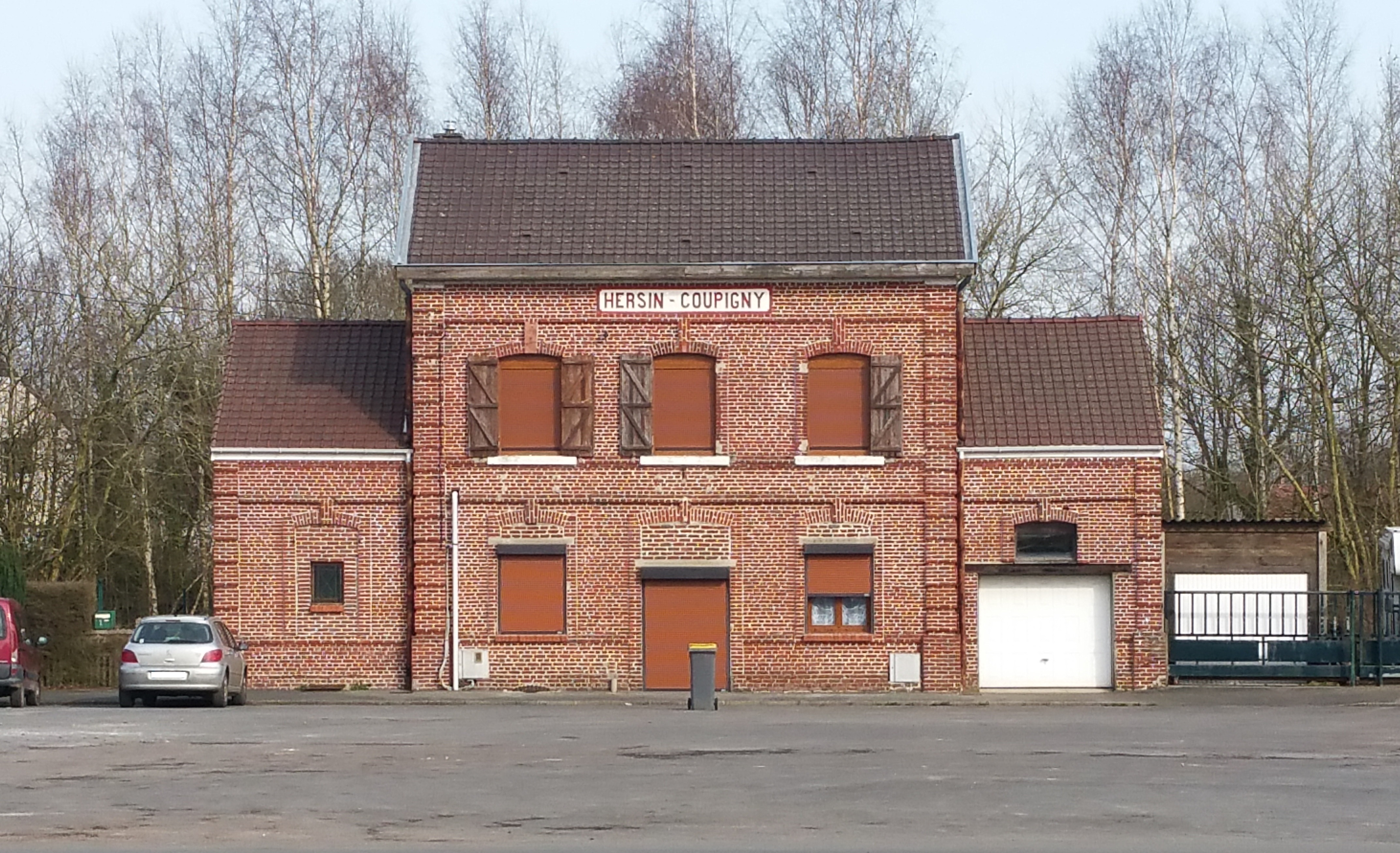
Ehemaliger Bahnhof
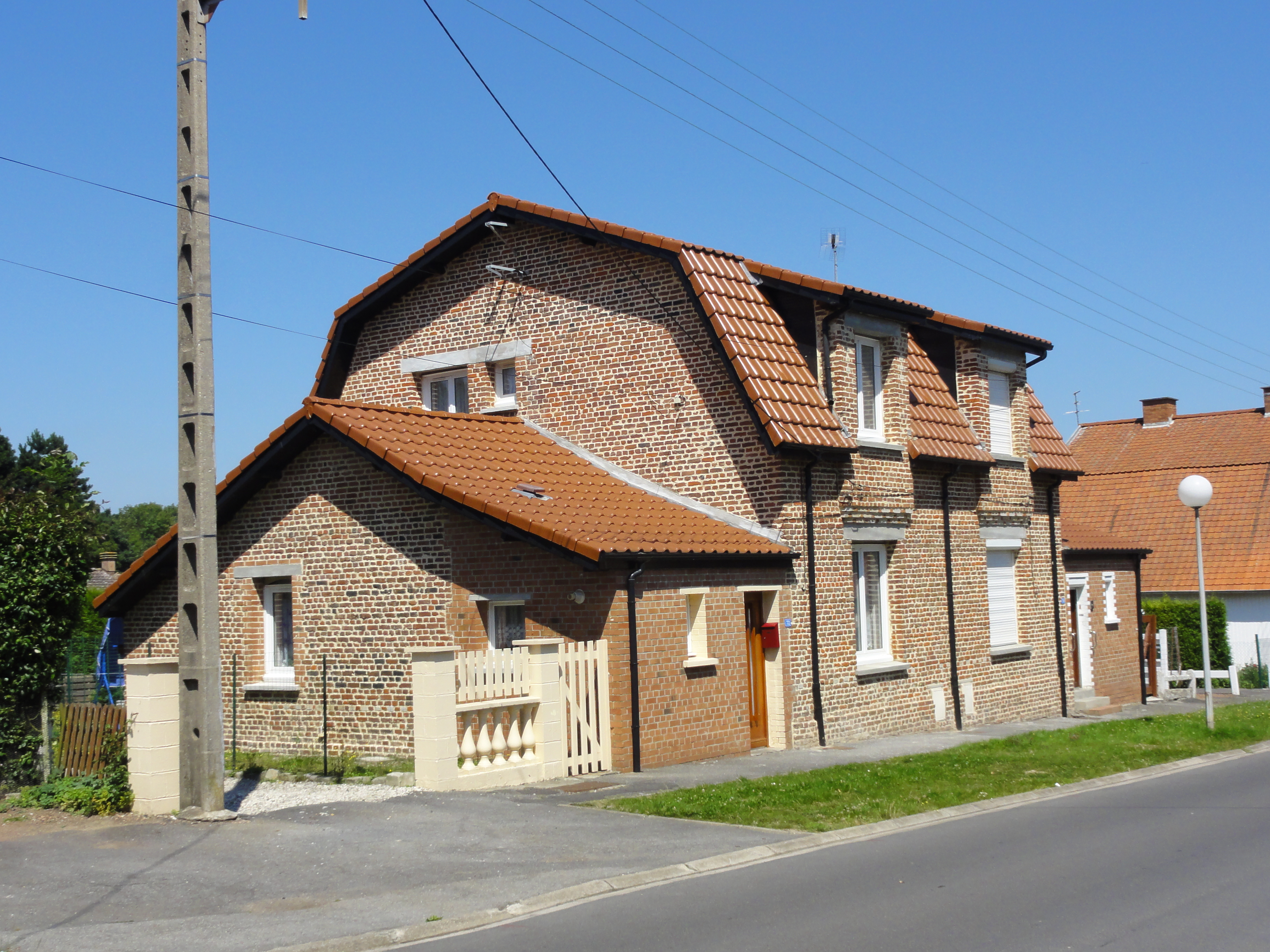
Bergarbeierhäuser der Cités de la Fossr Nr. 10
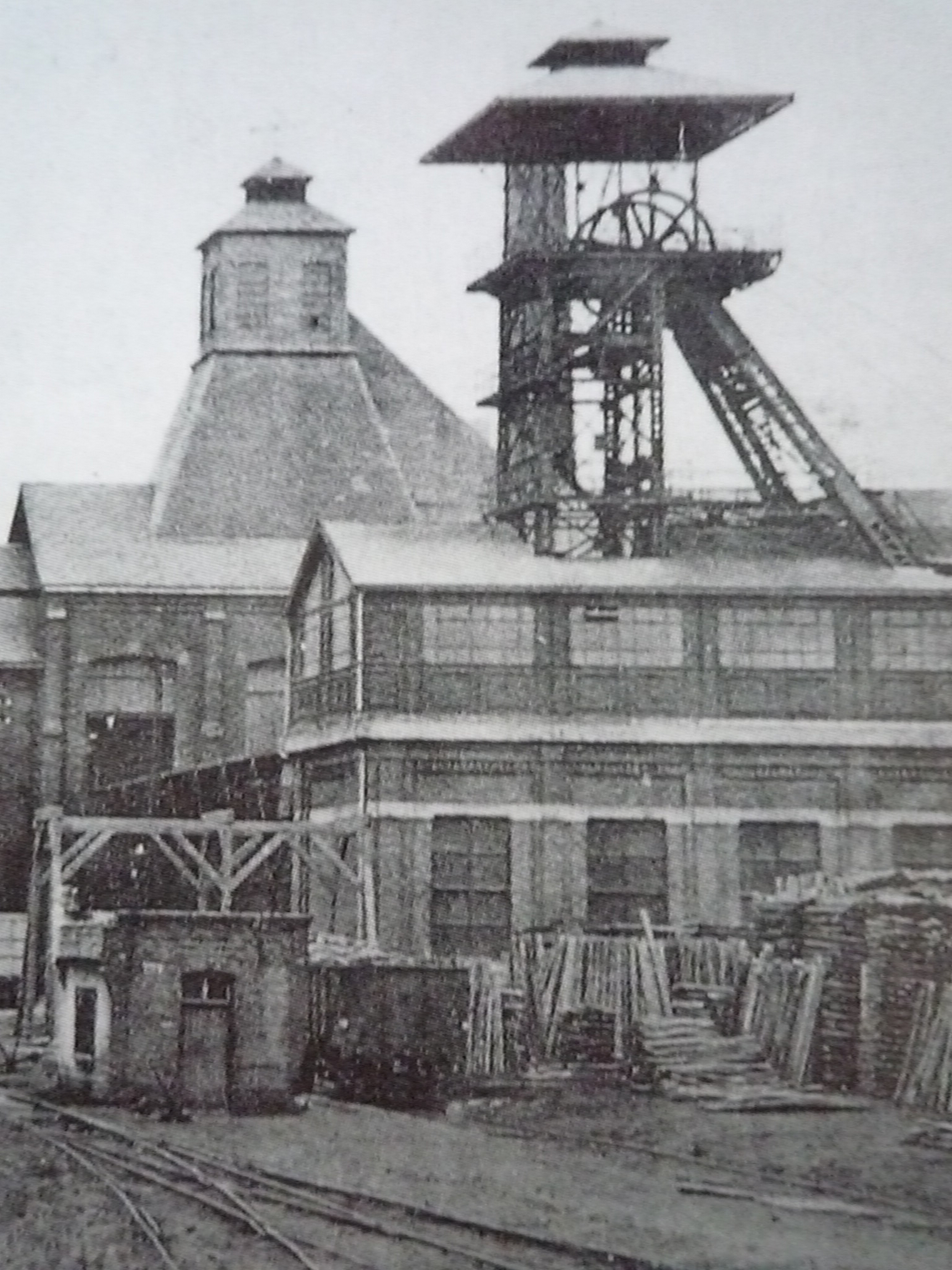
Zeche Nr. 9 (um 1910)
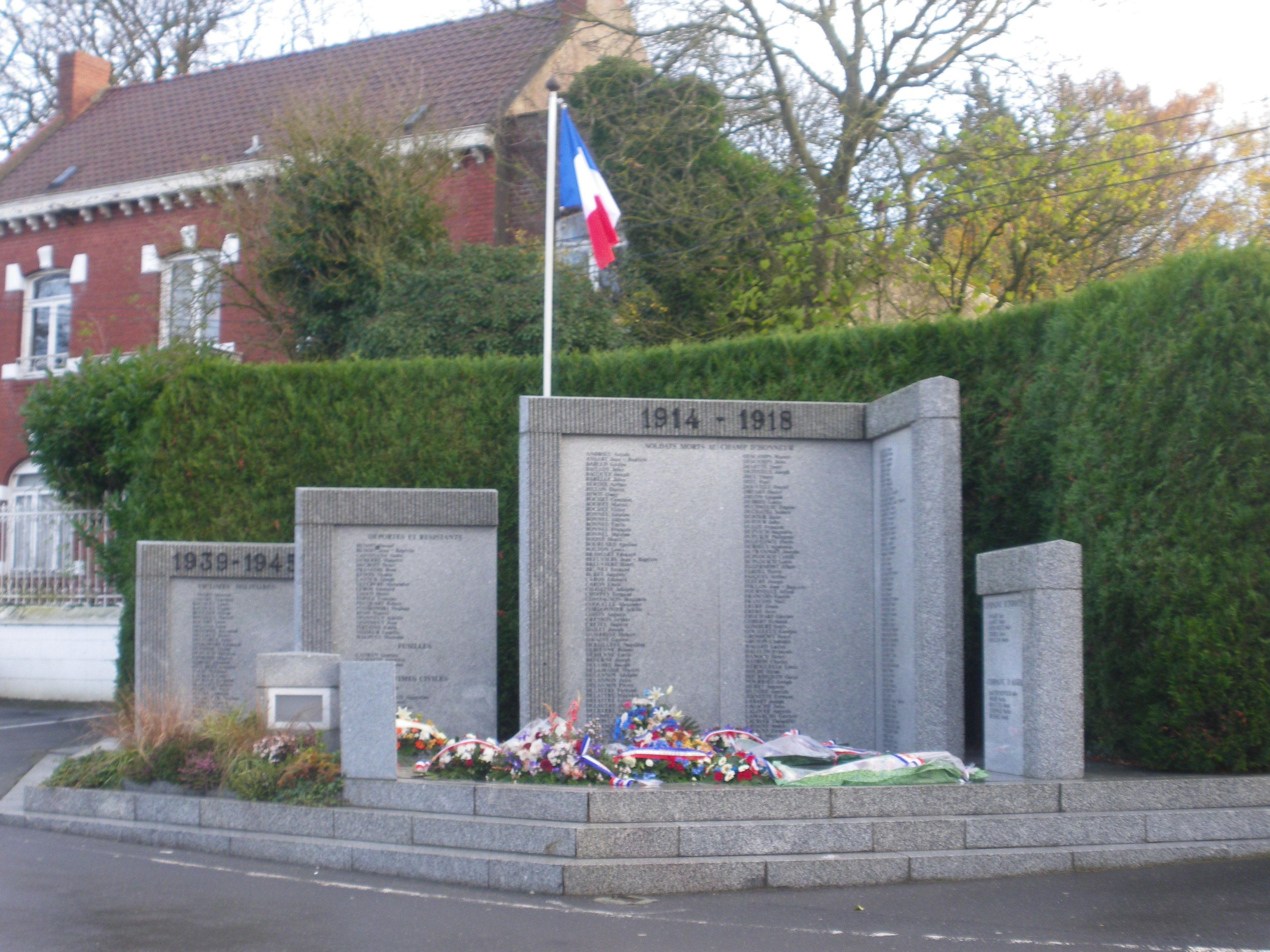
Gefallenendenkmal